# Hans Weinmann
Hans Weinmann (13. července 1885 Ústí nad Labem – 9. července 1960 New York) byl ústecký podnikatel z židovské rodiny Weinmannů a uhelný magnát.

## Životopis

### Původ a život vÚstí nad Labem

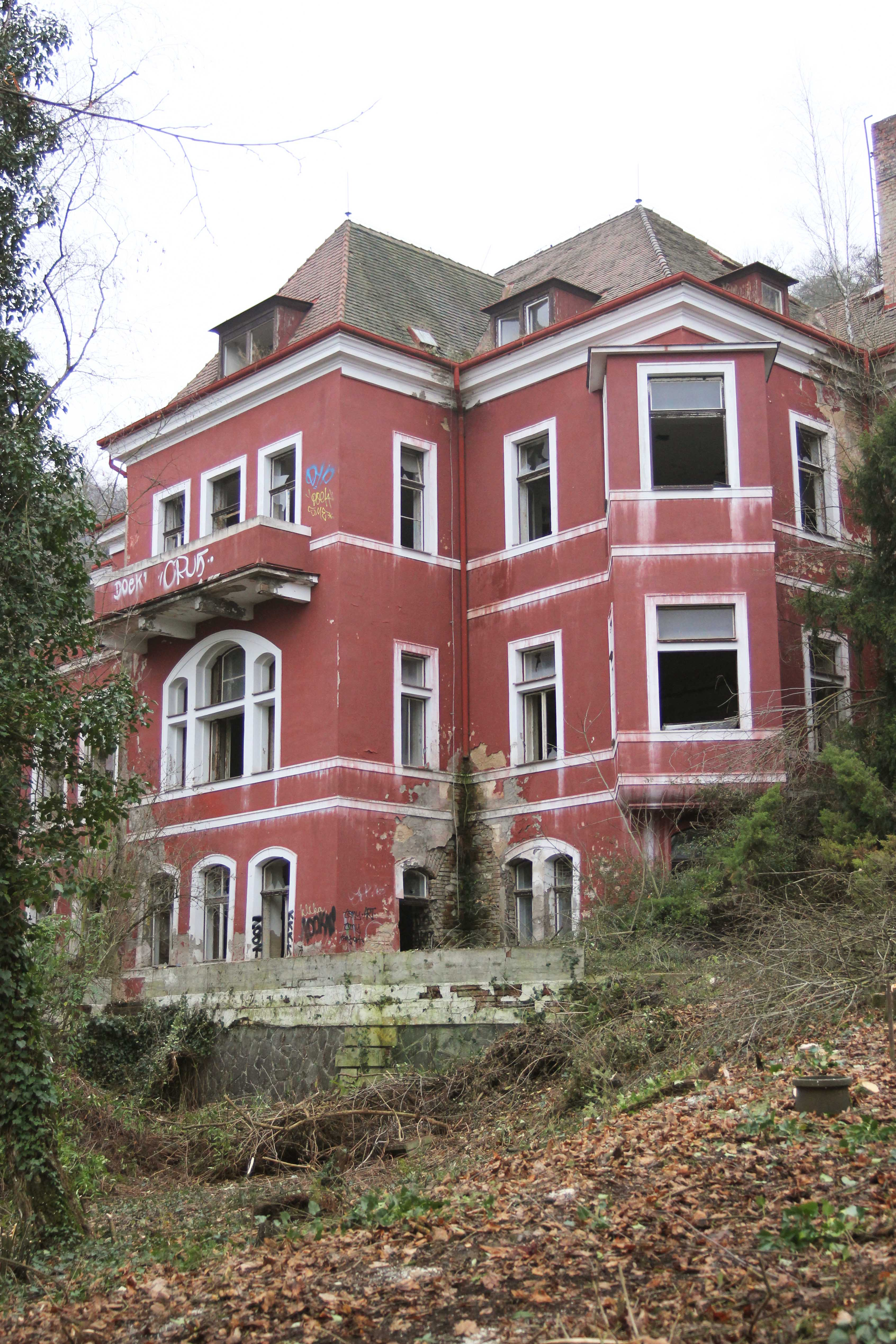
Wölfelova vila v ulici Čajkovského, kde bydlela Weinmannova rodina v letech 1912–1930. Stav v roce 2020.

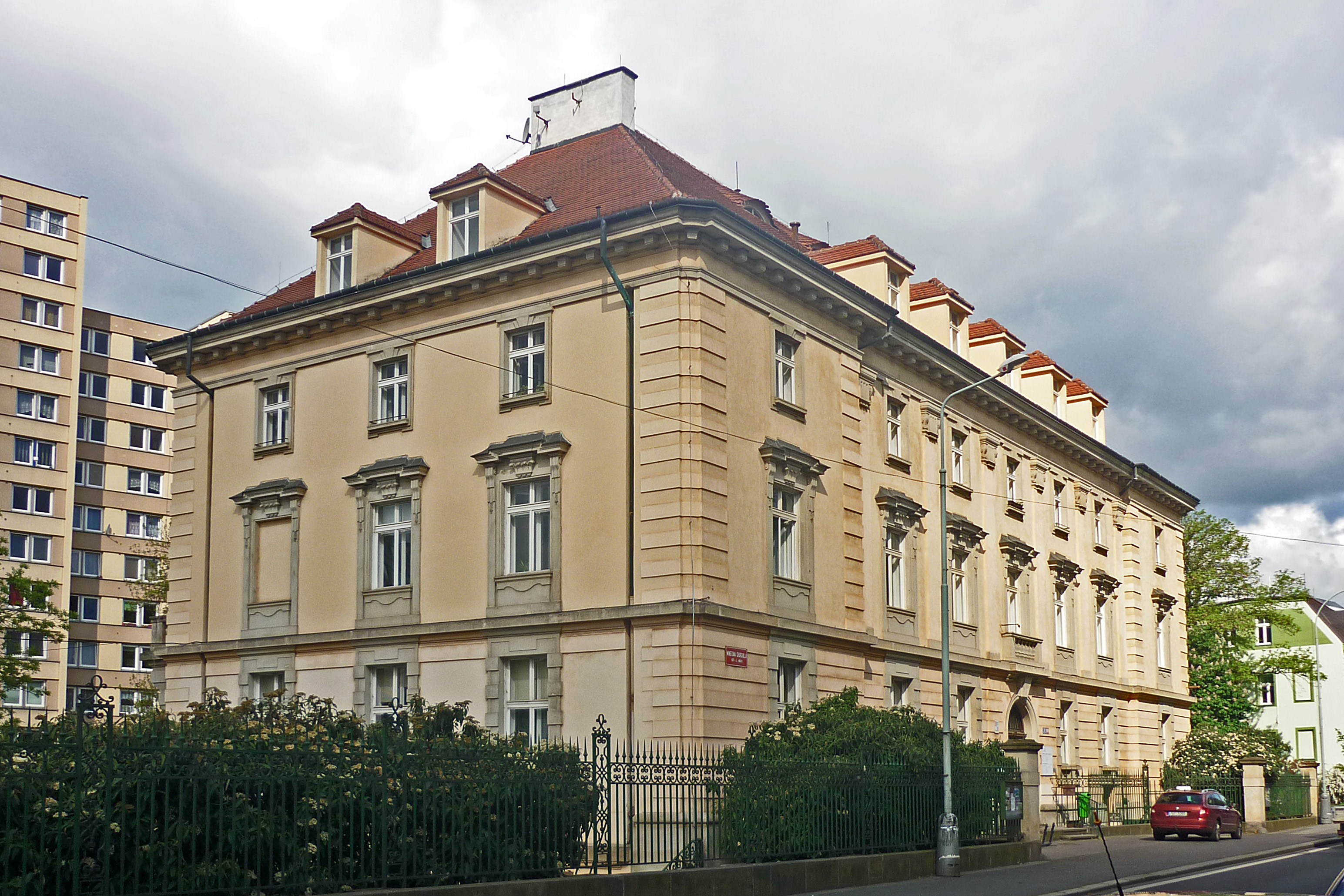
Weinmannův palác v Churchillově ulici, Ústí nad Labem

Narodil se v Ústí nad Labem jako prostřední ze tří synů židovského obchodníka a majitele uhelného dolu Eduarda Jakoba Weinmanna (1852–1928). Ten byl zakladatelem jednoho z nejbohatších podnikatelských rodů Rakouska-Uherska, posléze první republiky. Patřil k předním průmyslníkům v Československu a ve Střední Evropě. Vybudoval velkoobchod s uhlím a vlastnil značné majetkové podíly v bankách, železárnách a dalších podnicích. V Ústí nad Labem byl významným mecenášem.
Hans Weinmann vstoupil do rodinného podniku v roce 1909, když mu bylo 24 let. Tehdy bydlel v otcově vile v Churchillově ulici. V roce 1912 se přestěhoval do Wölfelovy vily v Humboldtově ulici (dnešní ulice Čajkovského). V roce 1926 nechal vilu výrazně přestavit. Spolu s manželkou a čtyřmi dětmi zde žili až do roku 1930, kdy si nechal postavit honosnější vilu (Weinmannův palác) v centru Ústí nad Labem, naproti otcově vile. V této vile nyní sídlí Severočeská vědecká knihovna.

### Okupace Československa
V dubnu 1939 byl Hans Weinmann zatčen v Praze a byl mu zabaven pas. Poté s pomocí svého bratra Edmunda ilegálně uprchl se svou rodinou do Spojeného království Velké Británie a Severního Irska. Následně oba bratři vyjednávali s Drážďanskou bankou (německý název Dresdner Bank) o peněžní náhradě za převod jejich rodinného podniku do vlastnictví Německé říše. Po útěku přes Curych ve Švýcarsku byl Weinmann klasifikován jako nepřítel říše. Na jaře roku 1940 ho Reichssicherheitshauptamt zařadil na zvláštní pátrací seznam prominentních lidí, kteří měli být v případě úspěšné invaze Wehrmachtu na Britské ostrovy identifikováni a zatčeni. Téměř veškeré vybavení Weinmannovy vily bylo v témže roce převezeno do Berlína a prodáno v aukci. V roce 1945 byl celý majetek rodu Weinmannových na základě Benešových dekretů konfiskován bez náhrady jako majetek občanů německé národnosti. Průmyslový majetek odkoupila pod cenou zestátněná Živnostenská banka.

### Emigrace a podnikání ve Spojených státech
Weinmann se s rodinou v roce 1940 přestěhoval do Kanady a o rok později do Spojených států, kde si změnil jméno na Wyman. Spolu se dvěma syny koupil továrnu na plasty a syntetickou kůži Pantasote Leather Company v New Jersey a továrnu na gumové zboží H.O. Canfield Co. v Bridgeportu v Connecticutu. Největší úspěch mělo speciální těsnění ledniček, které bylo řešeno tak, aby ji nemohly samy otevírat malé děti. Ze Spojených států expandoval i do Evropy a v Německu, Francii, Dánsku a Itálii vybudoval četné závody.
Hans Weinmann zemřel 9. července 1960 v New Yorku.

## Rodinný život
Weinmann se v roce 1928 oženil se Stellou Parnass (1894–1951), se kterou měl syny Karla (1914–1971), Heinricha (1919–1995), Ralpha a dceru Liselotte (1920–?). Synové si později změnili jména na Charles Wyman, Henry Wyman a Ralph Wyman.